# Diego de Guevara

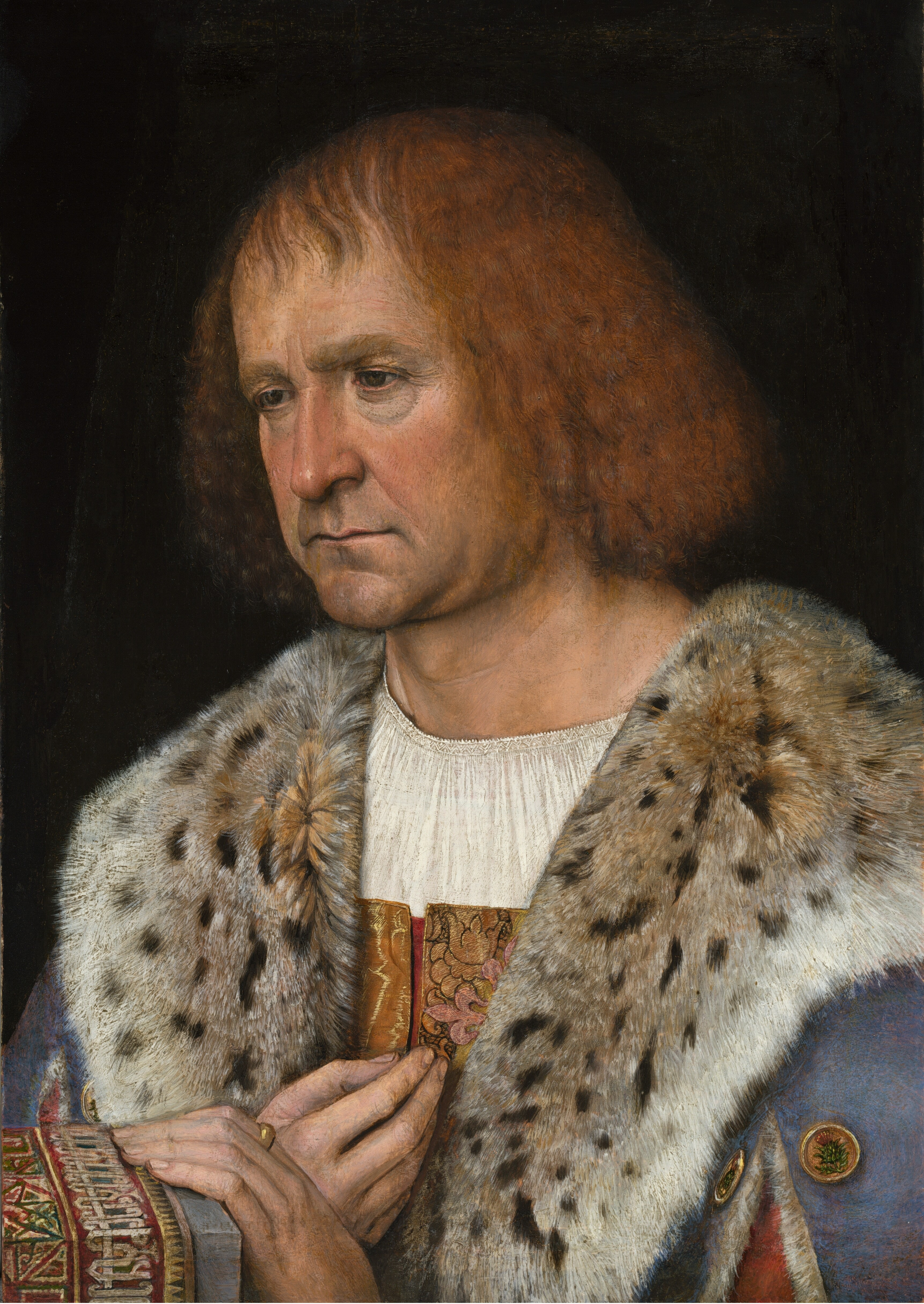
Michiel Sittow, Portret van Diego de Guevara. Washington, National Gallery of Art

Don Diego de Guevara, voluit Don Diego de Guevara y Queseda (overleden Brussel, 15 december 1520) was een Spaans edelman en majordomus van Filips de Schone.
De familie De Guevara kwam oorspronkelijk uit de Noord-Spaanse stad Santander. Hij was ongeveer 40 jaar lang vertrouweling aan het hof van de koning van Spanje in Brussel, eerst onder Filips de Schone en later onder keizer Karel V. Hij was – waarschijnlijk vanaf 1496 – buitenlid van de Illustre Lieve Vrouwe Broederschap in 's-Hertogenbosch. In 1498-1499 betaalde hij de verplichte ‘ante obitum’ (doodschuld) aan deze broederschap.
De Guevara woonde in Brussel, waar hij in 1500 een natuurlijke zoon verwekte bij de Vlaamse Francisca Esmez o Lastre. Deze zoon, Felipe de Guevara, volgde zijn vader op als vertrouweling van Karel V. Diego de Guevara had verder nog een oude broer, Ladrón, en een jongere halfbroer, Pedro geheten, die beide hoge functies aan het hof vervulden.
De Guevara was naast staatsman ook een verwoed kunstverzamelaar; zo bezat hij het beroemde Portret van Giovanni Arnolfini en zijn vrouw van de schilder Jan van Eyck en bestelde hij werk van Rogier van der Weyden en zijn leerling Michiel Sittow. Volgens een onbevestigde bron liet hij na zijn dood ook enkele werken van de Bossche schilder Jheronimus Bosch na aan zijn zoon. Dit is niet onmogelijk, want van Don Felipe is bekend dat hij minstens zes werken van Bosch bezat, die in 1570 door zijn weduwe, Beatrix de Haro aan Filips II van Spanje werden verkocht. De Guevara overleed op 15 december 1520 en werd begraven in de Onze-Lieve-Vrouw-ter-Zavelkerk in Brussel.
Michiel Sittow schilderde in 1514-1515 zijn portret. Dit portret vormde oorspronkelijk samen met Sittows Maria met kind en het vogeltje een tweeluik. Beide panelen zijn inmiddels van elkaar gescheiden en bevinden zich in de National Gallery of Art in Washington en de Gemäldegalerie in Berlijn.